# 미크로스토마과
미크로스토마과(Microstomatidae)는 샛멸목에 속하는 조기어류과의 하나이다. 대서양과 인도양, 태평양에서 발견되고 특히 열대와 아열대 수역에서 서식한다.

## 특징
몸길이는 8.5~26.5cm로 가늘고 길다. 몸은 대체로 짙은 색을 띠고, 대개 큰 눈과 작은 입을 갖고 있다. 턱 너비 두 배 크기의 눈이 특징적이다. 보통 기름지느러미를 갖고 있다.

## 하위 속
미크로스토마과 분류는 다음과 같다.
- 미크로스토마속 (Microstoma) - 2종
- Nansenia - 18종
- Xenophthalmichthys - 유일종 X. danae